# Ib Nørholm
Ib Nørholm (* 24. Januar 1931 in Søborg; † 10. Juni 2019) war ein dänischer Komponist.

## Leben
Nørholm spielte im Alter von neun Jahren Klavier, im Alter von fünfzehn Jahren Orgel und debütierte achtzehnjährig als Komponist mit einer Kammeroper nach Hans Christian Andersen. Er studierte dann bis 1956 am Kongelige Danske Musikkonservatorium in Kopenhagen bei Vagn Holmboe, Finn Høffding, Niels Viggo Bentzon und Bjørn Hjelmborg. 
Ab 1965 unterrichtete er am Fynske Musikkonservatorium in Odense, ab 1973 als Dozent und von 1981 bis zu seiner Emeritierung 2000 als Professor am Kongelige Danske Musikkonservatorium. Er war von 1973 bis 1978 Leiter des dänischen Komitees der Internationalen Gesellschaft für Neue Musik (IGNM) und war Vorstandsmitglied des dänischen Komponistenverbandes.

## Werk
Nørholms Werke der 1950er Jahre standen in der Tradition Carl Nielsens und Vagn Holmboes. Nachdem er 1960 – gemeinsam mit Per Nørgård, Helmer Nørgaard und Pelle Gudmundsen-Holmgreen – am Kölner Festival der ISCM teilgenommen hatte, wandte er sich unter dem Einfluss Stockhausens, Kagels, Boulez’ und Ligetis avantgardistischen Kompositionensstilen wie der seriellen Musik und der Aleatorik, der grafischen Notation und dem Einsatz mechanischer Musikautomaten zu. Sein Klaviertrio opus 22 gilt als erste serielle Komposition eines dänischen Komponisten.
In seinen späteren Werken kehrte Nørholm zu einer stärker tonal geprägten Musiksprache zurück. Neben 13 Sinfonien komponierte er Instrumentalkonzerte, Opern, kammermusikalische und Chorwerke sowie Lieder. In Zusammenarbeit mit dem Gitarristen Ingolf Olsen komponierte er sein erstes größeres Werk für Gitarre Tavole per Orfeo (op. 42).

## Auszeichnungen
- 1964 Kompositionspreis der Stiftung Gaudeamus

## Werke
- Sneglen og Rosenhækken, Oper, 1949
- 1. Sinfonie, 1956–58
- Mosaic für Flöte, Violine, Viola und Cello, 1959
- Varianter für Violine und Klavier, 1959
- Piano Trio für Klavier, Violine und Cello, 1959
- Kenotafium für Sopran, gemischten Chor und Orchester, 1960–61
- September-Oktober-November, Streichquartett, 1961–62
- Fluktuationer, 1961–62
- Relief I–II, 1963
- Exil, 1964
- Invitation til Skafottet, Oper, 1965
- Blomster af den danske poesis flora, für Stimme und Klavier, 1966
- Stilleliv (fünf Lieder nach Poul Borum), 1968
- 2. Sinfonie, 1968–71
- Præludium til min vintermorgen für Flöte, Violine, Viola, Cello und Klavier, 1971
- 12 Sange, 1972–78
- 3. Sinfonie, 1973
- Konzert für Violine und Orchester, 1974
- Sonata quasi variazioni für Violine, 1974
- The Garden Wall, Oper, 1976
- Sonata No. 1 für Gitarre, 1976
- De Fynske Katarakter für Oboe, Klarinette, Fagott, Klavier, Violine, Viola, Cello und Kontrabass, 1976
- Kontrast-Kontinuum für Flötenquartett, 1977
- Så at sige für Flöte und Schlagzeug, 1978
- 4. Sinfonie, 1978–79
- Essai prismatique für Violine, Cello und Klavier, 1979
- Lys (5 Gedichte von Inger Christensen), 1979
- Before Silence für Flötentrio, 1980
- 5. Sinfonie, 1980–81
- A Discourse on Time für Klavier, 1980–82
- 6. Sinfonie, 1981
- 7. Sinfonie, 1982
- Den ortodokse drøm für Flöte, Cello und Cembalo, 1984
- Lux Secunda für Sopran, Bariton und Orchester, 1984
- Turbulens-Laminar für Klavier, 1984
- Medusa’s Shadow für Flöte, Gitarre, Viola und Cello, 1987
- Konzert für Cello und Orchester, 1989
- Sonata No. 2 für Gitarre, 1989
- 8. Sinfonie, 1990
- 9. Sinfonie, 1990
- Saxophone Quartet, 1992
- 10. Sinfonie, 1998
- Nu og Da für Stimmen und Streichquartett, 2000–01
- A Song of Breath and Wings für Klarinette, 2002
- Impressioner für gemischten Chor und Klavier, 2004
- Jubilate Deo in Primavere für Flöte, Saxophon und Schlagzeug, 2005